# Adam Müller-Guttenbrunn
Adam Müller-Guttenbrunn (nacido Adam Müller; seudónimos Franz Josef Gerhold, Ignotus, Michl Vetter («el primo Michl»), Figaro, Guttenbrunn/Banat hoy Zăbrani en Rumania, 22 de octubre de 1852 - Viena, 5 de enero de 1923), fue un escritor, periodista, dramaturgo, director teatral, crítico y consejero nacional austríaco. Es una figura de integración y representante principal de la literatura de los suabos del Danubio. Su obra se desarrolla en un entorno antisemita (véase nacionalismo alemán). 

## Biografía
Müller-Guttenbrunn procedía de una minoría de habla alemana existente en Banat, llamados los Suabos del Banat. Era además hijo ilegítimo, por lo que estaba socialmente discriminado desde dos puntos de vista: por su nacimiento y por ser una minoría lingüística en un entorno húngaro. 
Desempeñó varios trabajos. En 1865-68 Müller-Guttenbrunn se formó junto a su tío Johann Guthier como barbero. En 1870 pretendió adquirir una formación médica militar en el Josephinum de Viena, sin embargo, en 1871-73 estuvo en una escuela comercial e hizo un curso como telegrafista. En 1873-79 trabajó de telegrafista en Linz y en Bad Ischl, al tiempo que se formaba como autodidacta en la facultad filosófica y obras de teatro redactadas que encontraban el aplauso del director del Burgtheater Heinrich Laube que lo apadrinaba. Así en 1879 Müller-Guttenbrunn pudo trasladarse definitivamente a Viena.
La constitución de diciembre permitía no sólo una autonomía nacional de los húngaros, sino que hizo a los judíos ciudadanos iguales de iure. Los miembros de minorías de habla alemana de la periferia de la monarquía en el Danubio y los judíos, que hablaban yidis, acudieron en gran número a Viena. Frente a los cambios vertiginosos, la Vieja Viena se presentaba intacta y algunos vieneses temieron la extranjerización.
En su escrito Wien war eine Theaterstadt («Viena era una ciudad teatral», 1880), que suscitaba polémica en contra de la opereta vienesa y le ofrecía las piezas populares de Ferdinand Raimund y Johann Nestroy, consideraba Müller-Guttenbrunn que la escena vienesa estaba en peligro. El remedio que él proponía era un Spartentrennung y la especialización de los teatros vieneses según el modelo de París y Berlín que evitarían en su opinión una competencia destructora y lograrían «la estabilidad de las relaciones» en el mundo teatral.
En 1883 comenzó su actividad periodística el Deutschen Wochenschrift («Semanario alemán»), desde 1886 dirigía el suplemento cultural del vienés Deutschen Zeitung («Periódico alemán»). En 1886 se casó con su mujer Adele con quien tuvo tres hijos, Herbert, Manfred y Roderich, y una hija, Eva.

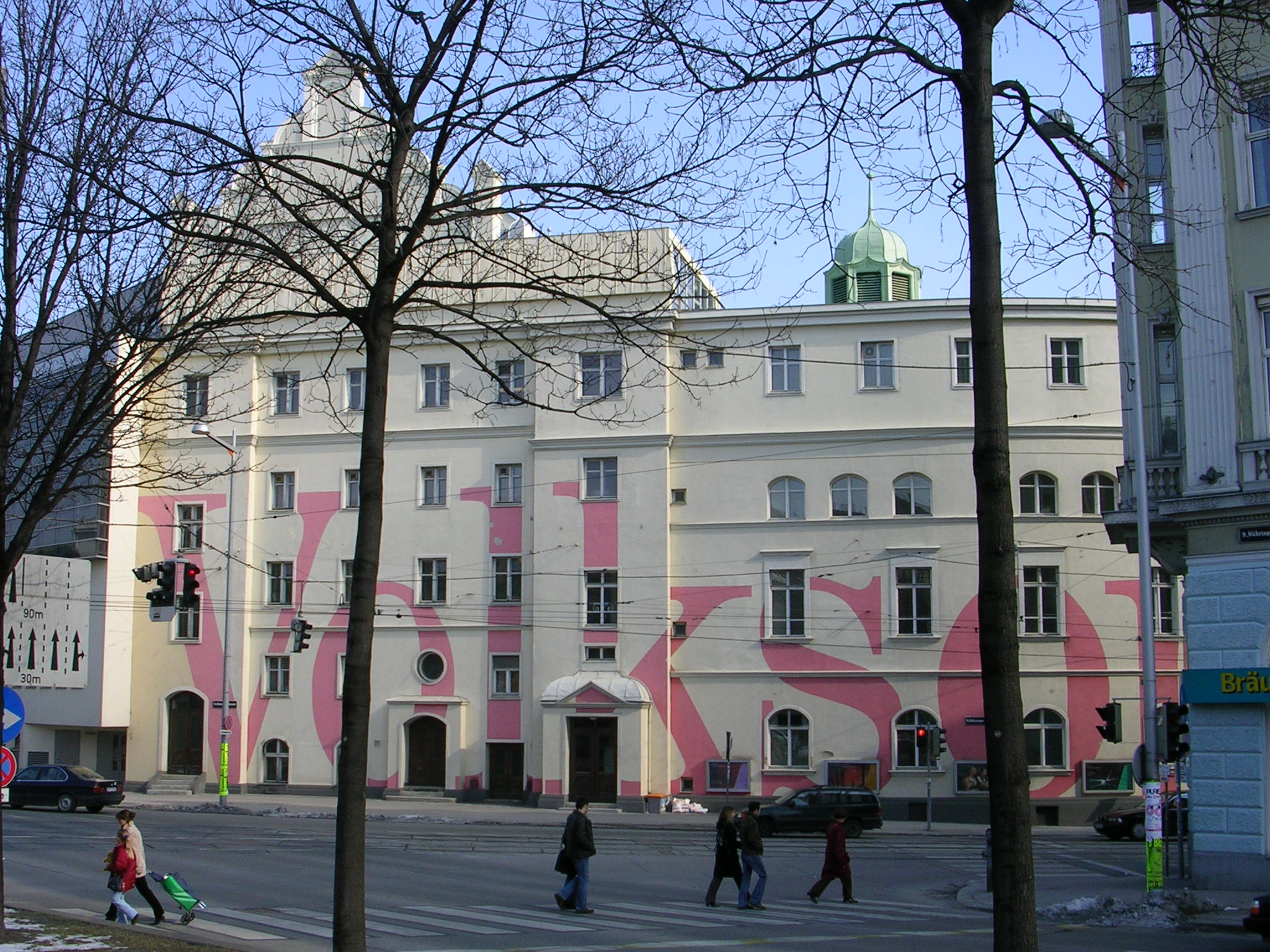
La ópera popular, vienesa, en otro tiempo, Kaiserjubiläums-Stadttheater, el «teatro de aniversario de ciudad imperial».

En 1893-1896 Müller-Guttenbrunn era director del Raimundtheater, refundado por él y su consejo artístico Hermann Bahr. Allí actuaron Alexander Girardi, Eleonora Duse, Max Reinhardt, Louise Dumont y Adele Sandrock. Müller-Guttenbrunn quería renovar «la escena vienesa en el espíritu nacional» (Deutsches Theater-Lexikon, 1953). Dado que dentro del programa no podían interpretarse escritores populares, la dirección desembocaba en el fracaso comercial. En 1898-1903 Müller-Guttenbrunn llevaba el teatro municipal Kaiserjubiläums igualmente refundado. Esta segunda dirección acabó, como la primera, con un fiasco económico, el teatro quebró en 1902.
Müller-Guttenbrunn escribió en adelante con el seudónimo de «Ignotus». En 1897 fue elegido presidente de la cooperativa nacional y antisemita Deutsch-österreichischen Schriftstellergenossenschaft. El germanista Horst Fassel lo explicaba así: «En la propia Viena se había resentido su imagen porque había entrado en una asociación teatral cuyo estatuto contenía objetivos antisemitas». En 1919 Müller-Guttenbrunn fue durante un breve período miembro del Großdeutschen Vereinigung como jefe de lista para el distrito electoral I en el Nationalrat de la nueva Austria Alemana. En 1922 se le nombró doctor honoris causa de la Universidad de Viena.

## El poeta del suabo
Después de la jubilación temprana como periodista y su retirada de la vida pública Müller-Guttenbrunn se dedicó a escribir, durante los últimos quince años de su vida, Heimatroman, es decir «novela de la patria». Un viaje a su tierra natal de Banat en 1907 le inspiró estas obras tardías que se ocupan preferentemente de la minoría alemana en el Reino de Hungría. 
En la antología Schwaben im Osten («Suabos del Oeste»), se unían por vez primera obras de autores en suabo de Banat. Die Glocken der Heimat («Las campanas de la patria»), una novela en torno al municipio de Rudolfsgnad alemán, logró el Premio literario Bauernfeld-Preis. La novela corta Der kleine Schwab («El pequeño suabo»), fue libro de lectura escolar en el período de entreguerras.
Su obra principal es la novela Der grosse Schwabenzug (1913) que tiene por tema la emigración alemana a los países de Danubio en el siglo XVIII, para los que se ha generalizado el nombre de suabo del Danubio. Rolf Bossert, el literato alemán más famoso del Banato en la segunda mitad del siglo XX, parodiaba más tarde esta novela de patria. Los suabos de Banat no eran ninguno de ellos suabos en sentido estricto, a pesar de que se les llamara así. Su dialecto pertenece a las lenguas de Franconia lo que muestra fácilmente la propia poesía de Müller-Guttenbrunns. En lo sucesivo, a Müller-Guttenbrunn se le conoció como el «poeta del suabo por excelencia».

## Legado
Müller-Guttenbrunn se encuentra enterrado en el Zentralfriedhol de Viena («Cementerio central», grupo 0, fila 1, número 38). En 1935 se dio su nombre a una calle en el distrito de municipio vienés 14 (Penzing). Desde 1953 hay también una calle de Müller Guttenbrunn en Linz. El Adam-Müller-Guttenbrunn-Haus en Timişoara es la sede del foro democrático de los alemanes en Banat y el centro cultural alemán. El círculo de literatura Temeswarer otorga un Adam-Müller-Guttenbrunn-Literaturpreis. En Arad se encuentra el Müller-Guttenbrunn-Lyzeum. En Baden-Wurtemberg hay dos museos y una escuela Müller Guttenbrunn. Una otra escuela Müller Guttenbrunn se encuentra en Fürth (Odenwald). Una casa de Caritas en Stuttgart se llama la casa Adam Müller-Guttenbrunn.

## Obras
- Im Banne der Pflicht (Drama), 1876
- Des Hauses Fourchambault Ende. Schauspiel in 5 Aufzügen. Breslau: Schottlaender, 1881
- Wien war eine Theaterstadt. Viena: Graeser, 1885
- Das Wiener Theaterleben. Leipzig/Viena: Spamer, 1890
- Irma. Schauspiel in 4 Akten. Dresde: Pierson, 1891
- Dramaturgische Gänge. Dresde: Pierson, 1892
- Die gefesselte Phantasie. Gelegenheitsschrift zur Eröffnung des Raimund-Theaters. Viena: Konegen, 1893
- Im Jahrhundert Grillparzers. Literatur- und Lebensbilder aus Österreich. Viena: Kirchner & Schmidt, 1893
- Deutsche Culturbilder aus Ungarn. Leipzig: Meyer, 1896
- Die Magyarin. Erzählung aus dem ungarischen Räuber-Leben. Leipzig, 1896
- Das Raimund-Theater. Passionsgeschichte einer deutschen Volksbühne. Viena: Neue Revue, 1897
- Gärungen-Klärungen. Novela vienesa. Viena: Österreichische Verlagsanstalt, 1903
- Streber & Comp. Schauspiel en 4 actos. Dresde: Pierson, 1906
- Die Dame in Weiß. Una novela vienesa. Viena: Konegen, 1907
- Götzendämmerung. Ein Kulturbild. Viena: Akademie Verlag, 1908
- Curort Baden bei Wien. Viena: Reisser, 1909
- Der kleine Schwab`. Abenteuer eines Knaben. Leipzig: Staackmann, 1910
- Die Glocken der Heimat. Novela. Leipzig: Staackmann, 1911
- Es war einmal ein Bischof. Novela. Leipzig: Staackmann, 1912
- Der große Schwabenzug. Novela. Leipzig: Staackmann, 1913
- Arme Komödianten. Ein Geschichtenbuch. Leipzig: Staackmann, 1913
- Die Ährenleserin. Erzählung. Temesvar, 1913
- Das idyllische Jahr. Ein Sommerbuch. Leipzig: Staackmann, 1914
- Altwiener Wanderungen und Schilderungen. Viena: Schulbücherverlag, 1915
- Völkerkrieg! Österreichische Eindrücke und Stimmungen. Graz: Moser, 1915
- Österreichs Beschwerdebuch. Einige Eintragungen. Constanza, 1915
- Barmherziger Kaiser! Novela. Leipzig: Staackmann, 1916
- Kriegstagebuch eines Daheimgebliebenen. Eindrücke und Stimmungen aus Österreich-Ungarn. Graz: Moser, 1916
- Wiener Historien. Constanza, 1916
- Joseph der Deutsche. Ein Staatsroman. Leipzig: Staackmann, 1917
- Meister Jakob und seine Kinder. Novela. Leipzig: Staackmann, 1918
- Das häusliche Glück. Un retrato de familia en 3 actos. Leipzig: Staackmann, 1918
- Deutsche Sorgen in Ungarn. Studien und Bekenntnisse. Viena: Strache, 1918
- Österreichs Literatur und Theaterleben. Viena, 1918
- Sein Vaterhaus. Novela. Leipzig: Staackmann, 1919
- Dämonische Jahre. Ein Lenau-Roman. Leipzig: Staackmann, 1920
- Die schöne Lotti und andere Damen. Ein Geschichtenbuch. Viena: Wiener literarische Anstalt, 1920
- Auf der Höhe. Ein Lenau-Roman. Leipzig: Staackmann, 1921
- Aus herbstlichem Garten. 5 novelas cortas. Leipzig: Staackmann, 1922
- Altösterreich (novela), 1922
- Erinnerungen eines Theaterdirektors, Hg. Roderich Müller-Guttenbrunn. Leipzig: Staackmann, 1924
- Der Roman meines Lebens. Aus dem Nachlass zusammengestellt von Roderich Müller-Guttenbrunn. Leipzig: Staackmann, 1927
- Wanderungen durch Altösterreich. Hg. Roderich Müller-Guttenbrunn. ÖBV, Wien/Leipzig, 1928